# Jurij Mihajlovič Lotman
Jurij Mihajlovič Lotman, rusko-estonski semiotik, literarni in kulturni zgodovinar, *22. februar 1922, Sankt Peterburg, † 22. oktober  1993, Tartu.

## Življenje
Jurij Mihajlovič Lotman se je rodil v intelektualni judovski družini odvetniku Mihailu Lotmanu in zobozdravnici Aleksandri Lotman v Sankt Peterburgu. Leta 1939 je z odliko opravil srednjo šolo in bil sprejet na Univerzo v Leningradu, kjer je študiral filologijo.  Njegovi profesorji so bili priznani predavatelji in akademiki Azadovski, Tomaševski in Propp. Med  drugo svetovno vojno je služil kot radijski operater v topništvu. Po demobilizaciji se je vrnil na univerzo in leta 1950 z odliko diplomiral. Zaradi antisemitizma v Leningradu ni mogel dobiti dobrega akademskega položaja, zato je odšel v Estonijo, kjer se je na tartujski univerzi zaposlil kot predavatelj na oddelku za ruski jezik in literaturo, ter kasneje postal vodja oddelka. Tam je ustvaril moskovsko-tartujsko semiotsko šolo, ki je znana po reviji Труды по знаковым системам (Sign System Studies), najstarejši semiotski reviji na svetu.
Lotman je raziskoval rusko literaturo, zgodovino, semiotiko ter semiologijo. Temeljna besedila semiotske šole so raziskave strukture literarnega, gledališkega, likovnega in filmskega teksta. Je eden najbolj citiranih avtorjev na tem področju, njegova glavna študija v ruski literaturi je posvečena Puškinu.

## Prevodi v slovenščino
- Ob problemu tipologije kulture (1973) (COBISS); izvirnik Статьи по типологии культуры: Материалы к курсу теории литературы (1970)
- Predavanja iz strukturalne poetike (1979) (COBISS); izvirnik Лекции по структуральной поэтике (1964)
- Dekabrist v vsakdanjem življenju (2004) (COBISS); izvirnik Декабрист в повседневной жизни
- Znotraj mislečih svetov: Človek - tekst - semiosfera – zgodovina (2006) (COBISS); izvirnik внизу мыслящих миров: человек-текст-семиосфера (1999)
- Struktura umetniškega teksta (2010) (COBISS); izvirnik Структура художественного текста (1970)

Med slovenskimi literarnimi zgodovinarji so se na J. M. Lotmana sklicevali in o njem pisali Ivan Verč, Aleksander Skaza, Miha Javornik, Blaž Podlesnik, Alja Plesec, Jola Škulj, največ rusisti.

### Znotraj mislečih svetov
Predgovor za knjigo je napisal Umberto Eco. V šestdesetih letih sta postali popularni besedi semiotika (oziroma semiologija) in strukturalizem. Na tradiciji ruskih formalistov in njeni kritični refleksiji je nastalo novo znanstveno področje, za katero gre največ zaslug J. M. Lotmanu. Naloga semiotike je preučiti raznolikost znakovnih sistemov in vseh vrst komunikacijskih procesov, ki jih ti sistemi porajajo; na teh predpostavkah je Lotman opravil analize cele vrste kultur, v katerih je združil strukturalistično metodo s historizmom. Spoznal je, da moštvo kodov v dani kulturi poraja nasprotje in hibride, kar je imenoval semiosfera - vsi njeni elementi so v dinamičnem sorazmerju in stalno spreminjajo formule medsebojnih odnosov.

### Struktura umetniškega teksta
Struktura umetniškega teksta je leta 1970 izšla kot dopolnjena različica njegovih Predavanj o strukturalni poetiki (1960). Morda je  eden zadnjih poskusov celovite znanstvene razlage mehanizmov delovanja umetnosti in literature. Strnil je vse, kar o literaturi in o drugih umetnostih pove strukturalna poetika. Človekovega umetniškega osmišljanja stvarnosti se je  lotila kot znakovnega fenomena, vendar je to izhodišče nadgradila ob upoštevanju dejstev, da je umetnost kot način znakovnega osmišljanja sveta v marsičem posebna. Prav poskus razložiti te posebnosti je Lotmana najprej vodil v opustitev obeh klasičnih strukturalističnih redukcij (sinhrono in kod na račun diahronega in konkretnega teksta), nato pa je v razkrivanje dinamičnih znakovnih odnosov med jeziki in tekstom, ki naj bi odlikovali znakovni prostor umetniških modelov dejanskosti.